# 安徽省怀宁中学
安徽省怀宁中学位于安徽省怀宁县县城内，原校址在石牌镇，由于县城搬迁，于2003年搬至新县城（高河镇）。
该中学是安庆地区的一所老牌名校，最早的历史可以追溯到将近一百年前，那时还叫做怀宁学堂。现在为安徽省示范高中，安庆重点中学。现有学生三千多人，教师二百多名。该中学校友遍布全世界。